# MeteoTime
MeteoTime verbreitet Wettervorhersagen über den Zeitzeichensender DCF77.
MeteoTime wurde ab 2006 von HKW-Elektronik aus Wutha-Farnroda (Deutschland) und Meteotest aus Bern (Schweiz) gemeinsam betrieben. 2013 übernahm HKW-Elektronik den Betrieb allein, heute firmiert MeteoTime als Betriebsstätte der EFR GmbH, einer Tochtergesellschaft von Bayernwerk AG, N-ERGIE AG und Netze BW GmbH.
MeteoTime sendet verschlüsselt über die Langwellensender DCF77 (Deutschland) sowie bis zu deren Einstellung 2011 auf HBG (Schweiz) in Prangins meteorologische Daten weiter. Für die Schweiz wurde diesbezüglich zwischen dem Eidgenössischem Institut für Metrologie und MeteoTime auf Grund einer Initiative von MeteoTime ein Vertrag vereinbart. Als Betreiber der HBG war das Eidgenössische Institut für Metrologie für die Ausstrahlung der von der MeteoTime gelieferten Wetterdaten verantwortlich. Seit 2011 wird das Signal nur noch auf DCF77 ausgestrahlt.
Eine Information auf DCF77 und früher HBG besteht aus 42 Bits und benötigt bei einer Übertragungskapazität von nur 14 Bits pro Minute drei Minuten zur vollständigen Übertragung. Es wird ganz Europa abgedeckt, welches in 90 Regionen eingeteilt worden ist. Jede Region bekam pro Tag vier Informationen mitgeteilt:
22:00 - 03:59    Aktueller Tag (TODAY im Display)
04:00 - 09:59    Folgender Tag (DAY 1 im Display)
10:00 - 15:59    Darauffolgender Tag (DAY 2 im Display)
16:00 - 18:59    Darauffolgender Tag (DAY 3 im Display)
19:00 - 21:59    30 Zusatzregionen mit 2-Tages-Prognose
Die Daten werden wahrscheinlich über ein rückgekoppeltes Schieberegister verschlüsselt. Es existieren verschiedene Empfänger, primär digitale Wetterstationen (Irox für HBG und DCF77, Oregon für DCF77 etc.).